# Pronósnoie
Pronósnoie (en rus: Проносное) és un poble del krai de Perm, a Rússia, que en el cens del 2010 tenia 319 habitants.